# جيه. وليامز (لاعب كرة قدم أمريكية)
جيه. وليامز (بالإنجليزية: J. Mayo Williams)‏ (و. 1894 – 1980 م) هو لاعب كرة قدم أمريكية، ومنتج أسطوانات، وملحن أمريكي، ولد في باين بلاف، توفي في شيكاغو، عن عمر يناهز 86 عاماً.

## التعليم
تعلم في جامعة براون
.

## وصلات خارجية
- جيه. وليامز على موقع IMDb (الإنجليزية)
- جيه. وليامز على موقع ميوزك برينز (الإنجليزية)
- جيه. وليامز على موقع أول ميوزيك (الإنجليزية)
- جيه. وليامز على موقع أول ميوزيك (الإنجليزية)
- جيه. وليامز على موقع أول ميوزيك (الإنجليزية)
- جيه. وليامز على موقع ديسكوغز (الإنجليزية)

- جيه. وليامز في قاعدة بيانات الأفلام على الإنترنت